# النجم الأمريكي (فلم)
النجم الأمريكي (بالإنجليزية: American Star) هو فيلم إثارة لعام 2024 من إخراج غونزالو لوبيز جاليغو، كتبه ناتشو فايرنا، وإنتاج إيان ماكشين ومايكل إليوت. الفيلم من بطولة ماكشين، توماس كريتشمان، نورا أرنيزيدير، آدم ناجايتيس، فاني أردانت، وأوسكار كولمان.
تم إصدار الفيلم في الولايات المتحدة في 26 يناير 2024.

## القصة
ويلسون، قاتل محترف يبلغ من العمر 81 عامًا (إيان ماكشين) سئم من حياته العنيفة، يأخذ قسطًا من الراحة ويتوجه إلى فويرتيفنتورا. يقوده غياب هدفه إلى إجازة هادئة، حيث يصادق نادل جلوريا، ويشكل علاقات غير متوقعة مع سكان الجزيرة. وبينما يتخلى ويلسون عن حذره، فإن العودة الحتمية إلى مهنته تعطل الفترة الفاصلة السلمية.

## يقذف
- إيان ماكشين في دور ويلسون
- توماس كريتشمان في دور توماس
- نورا أرنيزدير في دور غلوريا
- آدم ناجايتيس في دور ريان
- فاني أردانت بدور آن
- أندريس جيرتروديكس في دور رعاة البقر
- سابيلا آران [إس] بدور ليندا
- أوسكار كولمان في دور ماكس